# Yan Frenkel
Pour les articles homonymes, voir Frenkel.
Yan Abramovitch Frenkel (Ян Абра́мович Фре́нкель), né le 21 novembre 1920 à Kiev et mort le 25 août 1989  à Riga, est un compositeur de chansons, acteur et chanteur soviétique d'origine ashkénaze. Il est fait artiste du Peuple de RSFSR en 1978 et artiste du Peuple d'URSS en 1988.

## Biographie
Il naît à Kiev dans la famille d'un coiffeur juif, Abraham Natanovitch Frenkel, qui lui apprend à jouer du violon. Il étudie au conservatoire Tchaïkovski de Kiev de 1938 à 1941 dans la classe de violon de Yakov Samoïlovitch Magaziner (1889-1941) et la classe de composition de Boris Liatochinski. Au début de la Grande Guerre patriotique, il est inscrit dans une école de guerre à Orenbourg et joue du violon à l'orchestre du cinéma Avrora (Aurore). Il participe aux combats à partir de 1942 où il est grièvement blessé. Il retourne au front en 1943, où il joue du violon et de l'accordéon pour les théâtres du front. Démobilisé en 1946, il s'installe à Moscou où il joue du violon dans différents restaurants de la capitale.
Il compose sa première chanson Le Pilote marchait dans la petite rue (Шёл пилот по переулку), sur des paroles de Slobodski et Raskine, alors qu'il n'est encore qu'élève cadet à Orenbourg. Sa première chanson à rencontrer une certaine popularité est Les années (Годы) au début des années 1960, sur des paroles de Mark Lissianski.
Plus tard, il travaille avec des auteurs tels que Mikhaïl Tanitch, Igor Chaferan, ou Inna Hoff. Il écrit quelques chansons pour le chœur d'État de Toula, dirigé par son ami Yossif Mikhaïlovski.
Mais c'est en 1969 qu'il rencontre un immense succès avec la chanson Quand volent les cigognes (ou Les Grues) « Журавли » (Jouravli) qui symbolisent les âmes des soldats morts pendant la guerre. Les vers sont de Rassoul Gamzatov dans une traduction de Naoum Grebnev. La chanson sera chantée pour la première fois par Mark Bernes.
Il se produit en concert avec ses propres chansons et il est tellement populaire que le public les chante avec lui. Ses chansons sont au répertoire de grands interprètes, tels que Lioudmila Zykina, Joseph Kobzon, Georg Ots, Nani Bregvadzé, Guennadi Kammeny, Mark Bernes ou encore Anna German et Emil Gorovets (en).
Il compose pour des spectacles dramatiques, des films, des dessins animés et tourne dans trois films en tant qu'acteur.
Il écrit aussi plusieurs articles sur des thèmes musicaux. Il était membre de l'Union des compositeurs d'URSS.
Il meurt à Riga en 1989 et est enterré au cimetière de Novodievitchi de Moscou.

## Source de la traduction
- (ru) Cet article est partiellement ou en totalité issu de l’article de Wikipédia en russe intitulé « Френкель, Ян Абрамович » (voir la liste des auteurs).